# Амирова, Гульнара Ирнесовна
Гульнара Ирнесовна Амирова (баш. Әмирова Гөлнара Ирнес ҡыҙы; род. 7 июля 1968, Уфа) — актриса Башкирского Государственного Академического театра драмы им. Мажита Гафури. Народная артистка Республики Башкортостан (2019).

## Биография
Гульнара Ирнесовна родилась 7 июля 1968 года в городе Уфа. Окончила Ермекеевскую среднюю школу (1985) и театральный факультет Уфимского государственного института искусств, ныне Башкирская государственная академия искусств имени Загира Исмагилова (1991) по специальности актёр драматического театра и кино.
Работала воспитателем детсада «Солнышко» (1986—1987). После окончания института искусств — в Башкирском государственном академическом театре драмы имени Мажита Гафури, актёр драмы высшей категории. Успешно выступала в спектаклях по пьесам Н. Асанбаева, Ф. Булякова, М. Гилязева, М. Карима, М. Файзи, У. Шекспира в Уфе, Казани, Нижнем Новгороде, Москве, Минске.

## Театральные работы
Виола («Двенадцатая ночь» — Шекспир У.); Зарзария («Вечерняя трапеза» — Карим М.); Катя («Израненная судьба» — Асанбаев Н.); Мария («Недоразумение» — Камю А.); Фатима («Любишь, не любишь?» — Буляков Ф.М.).
«МАКТЫМСЫЛУ, АБЛЯЙ И КАРА ЮРГА» («МАҠТЫМҺЫЛЫУ, ӘБЛӘЙ ҺӘМ ҠАРА ЮРҒА») роль: Чёрная кобыла (Ҡара бейә)
«ОДНАЖДЫ В САНАТОРИИ» («БЕР МӘЛ САНАТОРИЙҘА...») роль: Ирина
«ПРОЛЕТАЯ НАД ГНЕЗДОМ КУКУШКИ» («КӘКҮК ОЯҺЫ») роль: Кэнди
«ЧЕРНОЛИКИЕ» («ҠАРА  ЙӨҘҘӘР» ) роль: Бедер (Бәҙәр)
«КОТ В САПОГАХ» («ИТЕКЛЕ  БЕСӘЙ») роль: Волшебница Этиссера (Тылсымсы Этиссера) 
«ЮСУФ и ЗУЛЕЙХА» («ЙОСОФ ҺӘМ ЗӨЛӘЙХА») роль: 1-я (1-се)
«МАМУЛЯ» («МИН ҺИНЕҢ ҠӘЙНӘҢ БУЛАМ») роль: Марьям Иршатовна (Мәрйәм Иршатовна)       
МОРЕ. ОСТРОВ. КЛАД (ДИҢГЕҘ. УТРАУ. ХАЗИНА) роль: Боцманша (Боцман ҡатын)

## Награды
- Заслуженная артистка Республики Башкортостан
- Народная артистка Республики Башкортостан (2019)